# Ibijau roux
Phyllaemulor bracteatus
Genre
Espèce
Statut de conservation UICN

 LC  : Préoccupation mineure
L'Ibijau roux (Phyllaemulor bracteatus) est une espèce d'oiseaux de la famille des Nyctibiidae et du genre monotypique Phyllaemulor.

## Répartition